# Jelle Vossen
Jelle Vossen (ur. 22 marca 1989 w Bilzen) – belgijski piłkarz występujący na pozycji napastnika w SV Zulte Waregem.

## Kariera klubowa
Vossen treningi rozpoczął w wieku 5 lat w klubie JB Eigenbilzen. Potem grał dla KSK Tongeren, a w 2000 roku trafił do juniorskiej ekipy zespołu KRC Genk. W 2006 roku został włączony do jego pierwszej drużyny. W Eerste klasse zadebiutował 3 listopada 2006 w wygranym 4:0 meczu z Germinalem Beerschot. 24 lutego 2007 w wygranym 3:0 spotkaniu z KSV Roeselare strzelił pierwszego gola w trakcie gry w ekstraklasie. W 2007 roku wywalczył z zespołem wicemistrzostwo Belgii. W 2009 roku zdobył z klubem Puchar Belgii. Sezon 2009/2010 spędził na wypożyczeniu w Cercle Brugge, a po jego zakończeniu wrócił do KRC Genk. W 2014 został wypożyczony do Middlesbrough. W 2015 przeszedł do Burnley F.C., a w połowie roku do Club Brugge. W 2020 został zawodnikiem SV Zulte Waregem.

## Kariera reprezentacyjna
W reprezentacji Belgii Vossen zadebiutował 29 maja 2009 w zremisowanym 1:1 towarzyskim meczu z Chile.
| #  | Data                 | Stadion                                     | Przeciwnik  | Bramka | Rezultat | Rozgrywki            |
| -- | -------------------- | ------------------------------------------- | ----------- | ------ | -------- | -------------------- |
| 1. | 12 października 2010 | Stadion Króla Baudouina I, Bruksela, Belgia | Austria     | 1–0    | 4–4      | Eliminacje Euro 2012 |
| 2. | 29 marca 2011        | Stadion Króla Baudouina I, Bruksela, Belgia | Azerbejdżan | 4–1    | 4–1      | Eliminacje Euro 2012 |